# Kedzie (ligne orange du métro de Chicago)
Pour les articles homonymes, voir Kedzie.
Ne doit pas être confondu avec Kedzie (ligne brune du métro de Chicago), Kedzie (ligne rose  du métro de Chicago), Kedzie (ligne verte du métro de Chicago) ou Kedzie-Homan (métro de Chicago).
Kedzie est une station de la ligne orange du métro de Chicago située au croisement de Kedzie Avenue et de 49th Street sur le tronçon de la Midway Branch.

## Description
La station qui a ouvert ses portes le 31 octobre 1993 est assez similaire aux autres stations de la ligne orange ; un style épuré, très fonctionnel développé sur le modèle de celles de la Dan Ryan Branch tout en tenant compte que contrairement à cette dernière les stations de la ligne orange sont aériennes et non-situées au milieu d’une autoroute. Elle est composée d’un quai central donnant sur l’entrée et est équipée d’escalators et d’ascenseurs afin d’être accessible aux personnes à mobilité réduite. 
Kedzie contient également un parking de dissuasion pour 157 véhicules, contrairement aux autres stations de la ligne orange il n'a toutefois pas ouvert ses portes à l'ouverture de la station mais en 1999. 
956 838 passagers y ont transité en 2008.

## Les correspondances avec lebus
Avec les bus de la Chicago Transit Authority :
- #47 47th
- #51 51st
- #52 Kedzie/California
- #52A South Kedzie

## Dessertes
| Nord/Ouest            |  |              |  | Sud/Est                            |
| --------------------- |  | ------------ |  | ---------------------------------- |
| Pulaski vers Midway   |  | ligne orange |  | Western vers Midway via Clark/Lake |
| modifier sur Wikidata |  |              |  |                                    |